# パヴェウ・クリシャウォヴィッツ
パヴェウ・クリシャウォヴィッツ（Paweł Kryszałowicz、1974年6月23日 - ）は、ポーランドの元サッカー選手。元ポーランド代表。ポジションはフォワード。

## 来歴
1999年にポーランド代表デビュー。2002 FIFAワールドカップ・ヨーロッパ予選では9試合に出場、4大会ぶりのワールドカップ出場権を獲得した。2002 FIFAワールドカップではグループステージ全3試合に出場、アメリカ戦で得点を決めた。2004年までに33試合に出場、10得点をあげた。

## 代表歴

### 出場大会
- ポーランド代表
  - 2002 FIFAワールドカップ

### 試合数
- 国際Aマッチ 33試合 10得点（1999年-2004年）[1]

| ポーランド代表 | 国際Aマッチ | 国際Aマッチ |
| 年             | 出場        | 得点        |
| -------------- | ----------- | ----------- |
| 1999           | 1           | 0           |
| 2000           | 7           | 1           |
| 2001           | 11          | 2           |
| 2002           | 8           | 3           |
| 2003           | 4           | 0           |
| 2004           | 2           | 4           |
| 通算           | 33          | 10          |